# 法政学科
法政学科（ほうせいがっか）とは、法学および政治学を教育研究することを目的として大学に設置されている学科の名称である。法学政治学科（ほうがくせいじがっか）や法律政治学科（ほうりつせいじがっか）の略称として用いられることがある。

## 現在、法律政治学科（法政学科）を置いている国立大学
- 名古屋大学法学部法律政治学科（1997年より法律政治学科）

## 現在、法律政治学科（法政学科）を置いている私立大学
- 拓殖大学政経学部法律政治学科

## 現在、法学政治学科を置いている私立大学
- 関西大学法学部法学政治学科

## 過去に法政学科を置いていた国立大学
- 金沢大学
- 琉球大学

## 過去に法政学科を置いていた私立大学
- 平成国際大学